# Orde van Verdienste van de Heilige Michaël
De Orde van Verdienste van de Heilige Michaël (Duits: Verdienst-Orden vom Heiligen Michael) is een op 16 februari 1837 uit oudere ridderorde met een religieuze katholieke signatuur, de Huisridderorde van de Heilige Michaël, voortgekomen moderne orde van verdienste.

## De oorspronkelijke Huisridderorde van de Heilige Michaël
De aartsengel Michaël werd en wordt in Duitsland bijzonder vereerd. De strijdvaardige aartsengel is de patroonheilige van het Duitse Rijk.
De Huisridderorde van de Heilige Michaël, die volledig Hochadliger Haus-Ritter-Orden der Beschützer götlicher Ehre unter dem Schutze des Heiligen Erzengels Michael (Nederlands: "Hoogadelijke Huis-Ridderorde van de beschermer van de Goddelijke Eer onder de bescherming van de Heilige Aartsengel Michaël") heette, raakte na de secularisatie van het prins-aartsbisdom Keulen in 1803 enigszins in vergetelheid. De orde die twee afdelingen, in het Rijnland en in het onafhankelijk gebleven en zeer katholieke Beieren, bezat bleef alleen in Beieren, al was dat nu een moderne en seculiere staat, bestaan.
De religieus georiënteerde ridderorde was nauw verwant met de in de 18e eeuw in grote delen van Duitsland en Oostenrijk bloeiende Aartsbroederschap van de Heilige Aartsengel en Hemelvorst Michaël. Die aartsbroederschap kende zowel adellijke als burgerlijke leden. De ridderorde was, zoals uit de naam blijkt, gereserveerd voor de leden van de (hoge) katholieke adel.
De Huisridderorde van de Heilige Michaël kende oorspronkelijk drie graden; die van grootkruis, grootkruisheer ("Großkreuzherr") en ereridder ("Ehrenritter"). In 1808 werd daar in Beieren de graad van commandeur aan toegevoegd. Koning Maximiliaan I Jozef van Beieren liet de orde voortbestaan onder het beding dat er geen benoemingen zouden plaatsvinden zonder zijn instemming.
Op 16 februari 1837 werd de Huisridderorde van de Heilige Michaël door Maximiliaan I Jozef van Beieren opgeheven en op diezelfde dag opnieuw gesticht als een modernere Orde van Verdienste. De versierselen bleven min of meer gelijk.
Met de opheffing verdween behalve de religieuze inhoud ook het gemeenschapskarakter van de oorspronkelijk ridderlijke orde van de Keulse vorst-bisschoppen. De ridders van de diverse graden vormden oorspronkelijk een gezelschap dat ook werkelijk, in een kapel in de aartsbisschoppelijke residentie Bonn, bijeenkwam, de moderne orde was enkel een Beiers "lintje" en aan het bezit van deze onderscheiding waren geen ceremoniële bijeenkomsten verbonden.

## De moderne orde
De nieuwe Orde van Verdienste van de Heilige Michaël was bedoeld als onderscheiding voor "trouw aan de koning en vaderlandsliefde" en kon worden toegekend aan "alle personen die zich, zonder onderscheid van stand, geboorte of religie, door trouw, vaderlandsliefde of uitstekende werken hadden onderscheiden en zo de bijzondere tevredenheid des konings hadden verworven".  De Orde volgde in rang op de Orde van Verdienste van de Beierse Kroon en de Beierse koning was grootmeester. De ridders in de Orde van Verdienste van de Beierse Kroon verwierven met hun benoeming ook adeldom. Dat was bij de minder aanzienlijke Orde van Verdienste van de Heilige Michaël niet het geval.
Het aantal grootkruisen werd in 1837 vastgesteld op 24. Dit aantal werd in 1846 tot 36 verhoogd.
Het aantal commandeurs werd in 1837 vastgesteld op 40. Dit aantal werd in 1846 tot 60 verhoogd.
Het aantal ridders werd in 1837 vastgesteld op 300. Dit aantal werd in 1846 tot 320 verhoogd.
Het motto van de orde is "QUIS UT DEUS", wat als "wie is als God" kan worden vertaald. Het is de letterlijke vertaling van מִיכָאֵל, de Hebreeuwse naam van Michaël. Op de schakels van de keter staat PFFP wat staat voor "PRINCIPI FIDELIS FAVERE PATRIA ” wat als "trouw aan de vorst en verdienstelijk voor het vaderland"kan worden vertaald.
In de eerdere versierselen van de katholieke orde stond dat "F. P. F. P." op de armen van de kruisen voor "FIDELITER PIE FORTITER PERSEVANTER" oftewel "trouw, vroom, dapper en volhoudend".

## De graden van de orde tussen 1800 en 1837
Als Beierse ridderorde behield de orde de graden zoals deze al in de Palts werden toegekend. Daar werd in 1808 een commandeurskruis aan toegevoegd.

## De graden van de orde na 1837
Op 24 juni 1855 herzag Maximiliaan II van Beieren de rangorde binnen de orde. Hij stichtte de graad van grootcommandeur ("Großkomtur") en deelde de graad van ridder in twee nieuwe ridderlijke graden. Ie en IIe Klasse.
In 1887 werd de orde opnieuw hervormd. De prins-regent Luitpold gaf de orde acht graden. Dat paste binnen de strenge standenmaatschappij en de hoogconjunctuur van het ordewezen in de 19e eeuw. Het protocol vereiste dat men veel verschillende graden van een ridderorde verleende om subtieler verschillen in rang en stand aan te duiden. Iedere graad in de orde volgde in rang nog steeds op de corresponderende graad in de Orde van Verdienste van de Beierse Kroon.
De Ie Klasse kwam in het protocol overeen met een grootkruis IIe Klasse en volgde het voorbeeld van de Oostenrijkse Leopoldsorde en de Pruisische Orde van de Rode Adelaar.
- Grootkruis (Großkreuz)
- Ie Klasse (I. Klasse)
- IIe Klasse (II. Klasse mit Stern)
- IIe Klasse (II. Klasse)
- IIIe Klasse (III. Klasse)
- IVe Klasse (IV. Klasse mit Krone) Een geëmailleerd zilveren kruis met een kroon als verhoging.
- Kruis van Verdienste (Verdienstkreuz)
- Zilveren Medaille van Verdienste (Silberne Verdienstmedaille)

In 1894 stichtte de regent van Beieren Luitpold nog een tweede medaille
- Bronzen Medaille van Verdienste (Bronzene Verdienstmedaille)

In 1910 stichtte koning Lodewijk III van Beieren een nieuwe graad met de naam Erekruis, een tweede variant van de IVe Klasse met en zonder kroon en een Kruis van Verdienste met Kroon. Het erekruis was een met een beugel op de borst vastgemaakt "Steckkreuz" zonder lint. Een dergelijk kruis wordt als officierskruis beschouwd.
- Ehrenkreuz (Erekruis, een tweede variant van de IVe Klasse met en zonder kroon en een Kruis van Verdienste met Kroon.
- IV. Klasse mit und ohne Krone (Ive Klasse met en zonder kroon)
- Verdienstkreuz mit Krone (Kruis van verdienste met kroon)

In 1918, ten tijde van de opheffing, kende de Orde van Verdienste van de Heilige Michaël de volgende elf graden:
- Grootkruis (Großkreuz), een grote ster en een grootkruis aan een grootlint dat over de rechterschouder werd gedragen[4].
- Ie Klasse (I. Klasse), een iets kleinere en eenvoudiger ster en een grootkruis dat aan een grootlint over de rechterschouder werd gedragen.
- IIe Klasse met Ster (II. Klasse mit Stern), een commandeurskruis dat om de hals werd gedragen en een rhombusvormige plaque op de rechterborst. De rang kwam protocolair overeen met die van een Grootofficier.
- IIe Klasse (II. Klasse) een commandeurskruis dat om de hals werd gedragen. De rang kwam protecolair overeen met die van een Commandeur.
- Erekruis (Ehrenkreuz), een op de borst gedragen steckkteuz met de rang van een Officier in een ridderorde.
- IIIe Klasse (III. Klasse), een met een kroon verhoogd verguld zilveren kruis aan een lint dat op de linkerborst werd gedragen.[5]. In rang vergelijkbaar met een ridderkruis van een moderne orde van verdienste.
- IVe Klasse IV. (IVe Klasse mit Krone)
- IVe Klasse IV. (IVe Klasse)
- Kruis van Verdienste met Kroon (Verdienstkreuz mit Krone), een zilveren kruis met zilveren kroon zonder emaille op de armen aan een roze lint met twee brede blauwe strepen.
- Kruis van Verdienste (Verdienstkreuz), een zilveren kruis zonder emaille op de armen aan een roze lint met twee brede blauwe strepen[6].
- Zilveren Medaille van Verdienste (Silberne Verdienstmedaille)
- Bronzen Medaille van Verdienste (Bronzene Verdienstmedaille)

Het lint is donkerblauw en roze en wordt door de Grootkruisen over de rechterschouder gedragen. De linten van de kruisen en medailles wijken af van die van de hogere graden. Beieren was tot 1866 sterk op Oostenrijk georiënteerd. De versierselen van de lagere graden en de Beierdse medailles werden in die tijd aan een driehoekig lint op de borst gedragen.
De Orde is een van de historische orden van Beieren.

## Versierselen
De versierselen van deze orde werden zeer gedetailleerd en kostbaar uitgevoerd door de Beierse hofjuweliers zoals Weiss & Co. en Eduard Quellhorst.
De keten die alleen op bijzondere gelegenheden werd gedragen was van goud en behoorde in de periode tot 1837 tot de versierselen van de door Beieren overgenomen Pfalzische orde. De ovale schakels met de Beierse ruiten waren blauw en wit geëmailleerd. Deze schakels werden afwisselend met ovale cartouchevormige gouden schakels met een afbeelding van de aartsengel Michaël gemonteerd.
Het grootkruis van de orde was van goud of verguld zilver.
De op de linkerborst gedragen zilveren ster werd in de eerste helft van de eeuw geborduurd van goud- en zilverdraad en blauw garen. Later werden massief zilveren sterren gedragen. Op de achtpuntige ster is een gouden kruis gelegd met op de door witte parels omzoomde armen de blauwe letters PFFP wat voor het Latijnse motto "Principe Fidelis Favere Patriæ" staat. Zowel de Grootkruisen als de in 1887 ingestelde Ie Klasse droegen een dergelijke ster die in grote verschilde. De ster van een Grootkruis is 86 millimeter breed en is op bliksemschichten gelegd. De iets eenvoudiger ster van de Ie Klasse is 75 millimeter breed. De stralen zijn meestal gebrillanteerd. Beide sterren komen als zilver met gouden sterren en als zilveren sterren met verguld zilveren delen voor.
Het commandeurskruis dat tussen 1837 en 1887 werd gedragen was van geëmailleerd goud en het was zeer luxueus uitgevoerd. Rond de centrale afbeelding van een gouden Sint-Michaël waren kleine bliksemflitsen aangebracht. Op de vier armen stonden de gouden letters "PFFP". De verhoging in de vorm van een niet gevoerde beugelkroon was van goud.
De Grootcommandeur droeg een rhombusvormige zilveren plaque, met daarop een centraal blauw medaillon met het motto van de orde, op de rechterborst.
Het ridderkruis der Ie Klasse werd tussen 1837 en 1887 uitgereikt. Op het kostbaar uitgevoerde gouden kruis was een centraal door bliksems omringd blauw geëmailleerd medaillon met het motto van de orde "QUIS ET DEUS" in gouden letters gelegd. De verhoging in de vorm van een niet gevoerde beugelkroon was van goud. 
Het kleinood of versiersel van de Ie Klasse (de in 1887 ingevoerde "Schärpendekoration") en IIe Klasse van de orde is een blauw geëmailleerd kruis met daarop een gouden aartsengel Michaël en een draak. Op het gouden schild van de aartsengel staat in blauwe letters "QUIS ET DEUS". Later werd dit kruis met de krijgshaftige engel ook voor lagere graden gebruikt.
De kleine kruisen kenmerkten zich door hun brede armen met daarop de plastisch weergegeven vergulde of zilveren aartsengel en het ovale vergulde medaillon met de opdracht "VIRTUTI" op de keerzijde.
Het in 1887 ingestelde kruis der IIIe Klasse was van goud of verguld zilver. Het kruis had een verhoging in de vorm van een gouden of vergulde zilveren beugelkroon.
Het in 1855 ingestelde ridderkruis der IIe Klasse was van goud.

## Kruisen en Kruisen van Verdienste
De Duitse vorsten reisden aan het einde van de 19e eeuw veel, dankzij het zich steeds uitbreidende spoorwegnet. Zij ontvingen ook geregeld hun standgenoten. Bij dergelijke bezoeken werden veel onderscheidingen uitgewisseld die in de strikt hiërarchische hofhouding precies op de stand en positie van de te decoreren functionaris moesten worden afgestemd. Ook bij belangrijke tentoonstellingen en congressen was het niet ongebruikelijk dat de buitenlandse deelnemers om een onderscheiding "vroegen".
Bij het decoreren van hun onderdanen moesten de Beierse koningen zeer voorzichtig te werk gaan. Een voorzitter van een bedrijfsvereniging kon zijn onderscheiding terugsturen wanneer een van de leden van zijn bestuur hoger werd gedecoreerd dan hij.
Ook het diplomatieke verkeer, het Koninkrijk Beieren bezat als enige Duitse staat tot 1918 een eigen consulaire dienst en diplomatieke vertegenwoordigers in andere hoofdsteden, maakte een zeer precieze afweging van de te verlenen onderscheidingen noodzakelijk.
Omdat de Orde van de Beierse Kroon zelden werd uitgereikt werd er een zwaar beroep gedaan op de Orde van Verdienste van de Heilige Michaël. Daarom nam het aantal rangen in de orde steeds toe. Om ook de "gewone man", die aan het einde van de 19e eeuw voor verdiensten of lange dienstverbanden, op onderscheidingen begon te rekenen tevreden te kunnen stellen waren kruisen beneden de rang van ridder en medailles nodig. Het was nog ondenkbaar om iemand die "met zijn handen werkt" als Ridder in een ridderorde op te nemen.
In 1910 werd een Erekruis ("Ehrenkreuz") ingesteld. Het kruis kreeg de vorm van het in Duitsland veelgebruikte "Steckkreuz" dat met een beugel of schroef op de borst wordt gedragen. Het blauw geëmailleerde gouden of verguld zilveren kruis wijkt scherp af van de andere kruisen. De centrale figuur van de aartsengel Michaël is op een centraal blauw geëmailleerd medaillon gelegd en door emaille en een gouden ring omsloten. Van dit kruis bestaan ook verguld-bronzen uitvoeringen. Dit kruis komt in het protocol overeen met de graad van een officier in een andere ridderorde. Dat maakte de drager tot lid van de Orde van Verdienste van de Heilige Michaël.
De andere vier kruisen komen protocollair overeen met ridderkruisen Ie en IIe klasse.
Toch is de volgorde ongebruikelijk; na 1887 volgde op het Kruis IIIe Klasse een Ridderkruis IIe Klasse zonder dat er nog een ridder Ie Klasse was.
Het in 1887 ingestelde Kruis der IIIe Klasse was van goud of verguld zilver met vier blauw geëmailleerde armen. Het kruis had een verhoging in de vorm van een gouden of verguld zilveren beugelkroon. Dit kruis werd als teken van de met een ridderkruis overeenkomende rang en het lidmaatschap van de orde aan hetzelfde blauwe lint met brede roze bies gedragen als de hogere graden van de Orde van Verdienste van de Heilige Michaël.
Het in 1855 ingestelde Ridderkruis IIe Klasse was van goud met blauw geëmailleerde armen. De kroon ontbrak. Dit kruis werd als teken van de met een ridderkruis der IIe klasse overeenkomende rang en het lidmaatschap van de orde aan hetzelfde blauwe lint met brede roze bies gedragen als de hogere graden van de Orde van Verdienste van de Heilige Michaël.
Het in 1887 ingestelde Kruis der IVe Klasse was van zilver met vier blauw geëmailleerde armen. Dit kruis werd aan een afwijkend roze lint met twee brede verticale blauwe banen gedragen. De drager was immers geen lid van de Orde van Verdienste van de Heilige Michaël.
Het in 1910 ingestelde Kruis van Verdienste met kroon was van ongeëmailleerd zilver. Het kruis had een verhoging in de vorm van een zilveren beugelkroon. Dit kruis werd aan een afwijkend roze lint met twee brede verticale blauwe banen gedragen. De drager was immers geen lid van de Orde van Verdienste van de Heilige Michaël.
Het in 1910 ingestelde Kruis van Verdienste met Kroon was van ongeëmailleerd zilver. Dit kruis werd aan een afwijkend roze lint met twee brede verticale blauwe banen gedragen. De drager was immers geen lid van de Orde van Verdienste van de Heilige Michaël.
Het in 1887 ingestelde Kruis van Verdienste (zonder de kroon) was van ongeëmailleerd zilver.  Dit kruis werd aan een afwijkend roze lint met twee brede verticale blauwe banen gedragen. De drager was immers geen lid van de Orde van Verdienste van de Heilige Michaël.

## De medailles
In 1887 en 1894 werden twee medailles, eerst in zilver en later ook in brons, aan de orde verbonden.
De zilveren medaille toont op de voorzijde het kruis van de Orde van Verdienste van de Heilige Michaël met daarop de aartsengel. De medaille wordt met een gesoldeerd oog aan een lint bevestigd.
De bronzen medaille toont op de voorzijde het kruis van de Orde van Verdienste van de Heilige Michaël met daarop de aartsengel. De medaille wordt met een gesoldeerd oog aan een lint bevestigd.
Er zijn zilveren en bronzen, door de stempelsnijder A. Börsch gesigneerde, medailles met een iets uit het lood staand glad kruis bekend. Andere, ongesigneerde medailles vertonen een fijn gestreept kruis dat loodrecht op de meridiaan staat.
In alle vier uitvoeringen staat op de keerzijde de opdracht "VIRTVTI" binnen een eikenkrans.
Beide medailles werden aan een blauw-roze-blauw-roze-blauw lint gedragen.

## Galerij

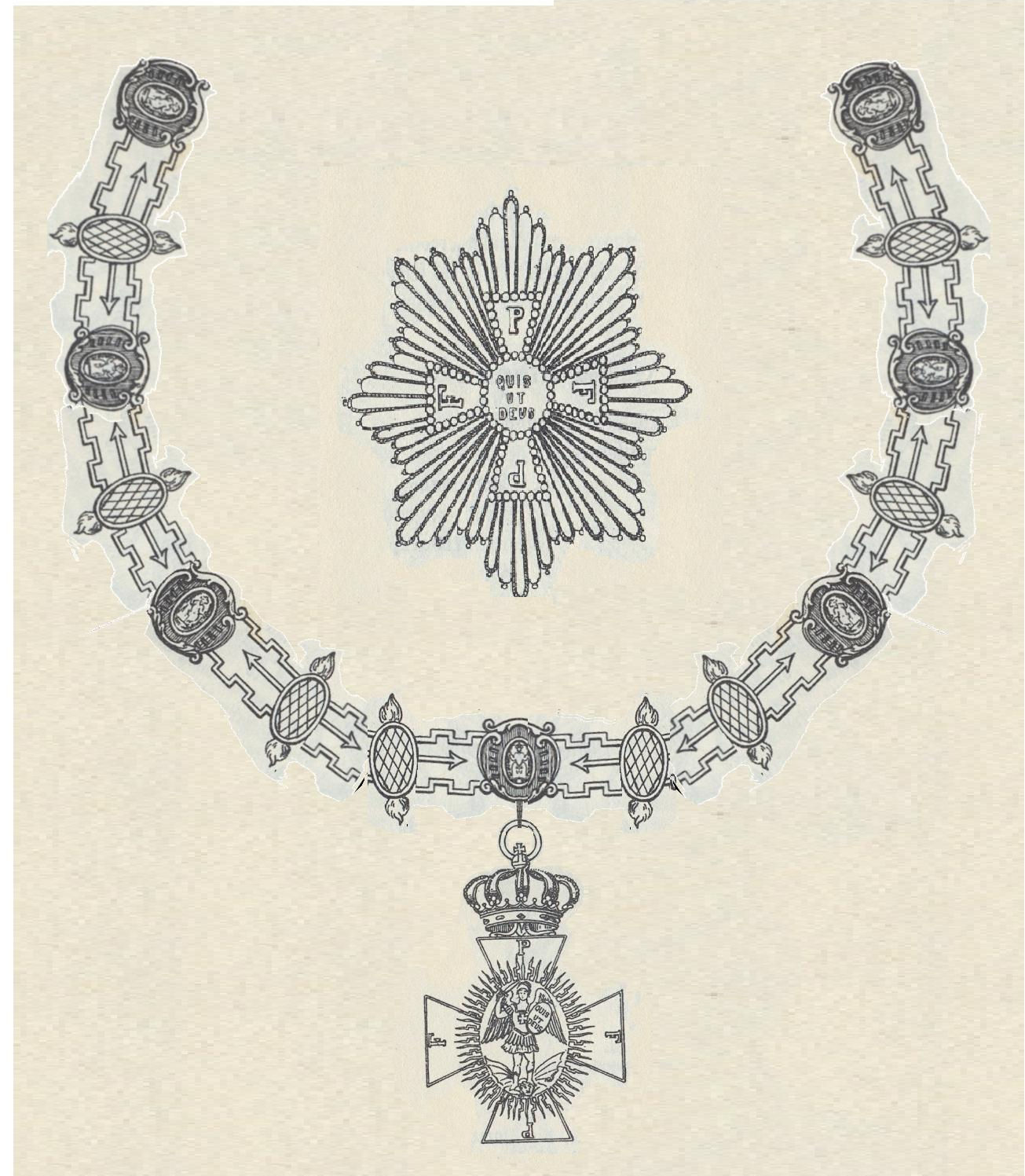
Ster en keten van de orde
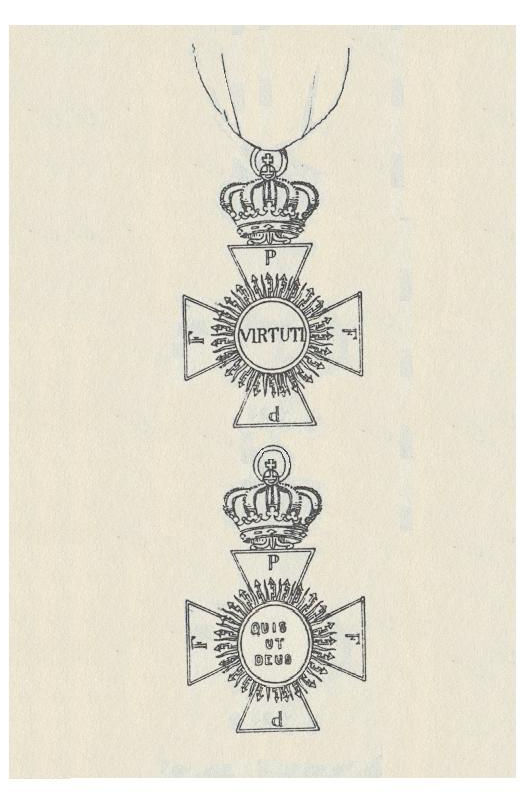
Voor- en achterzijde van het ridderkruis volgens Maximilian Gritzner
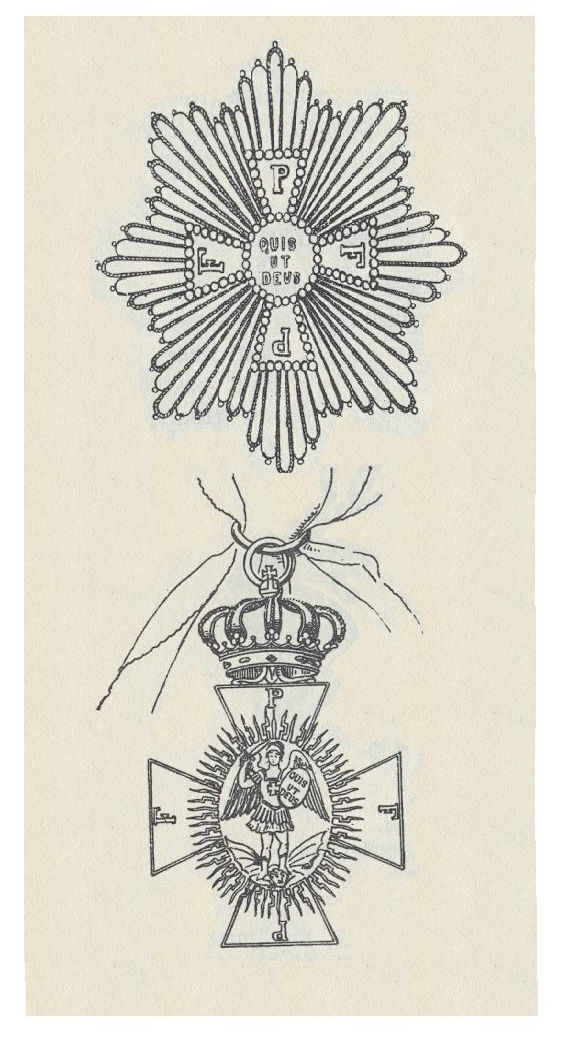
Ster en grootkruis
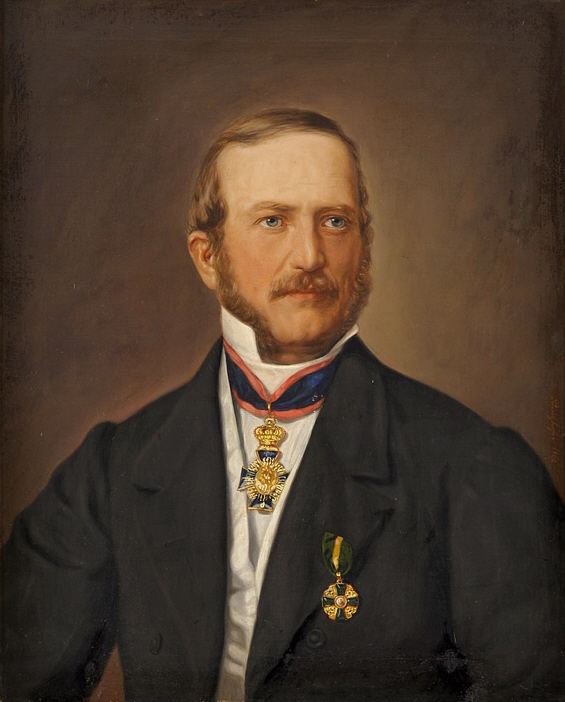
Een drager van het commandeurskruis, in het knoopsgat de Orde van de Leeuw van Zähringen

## De Orde na 1918
Na de val van de monarchie in november 1918 hield de Orde van Verdienste van de Heilige Michaël op te bestaan.
De Republiek van Weimar, de deelstaten van die republiek en ook de Vrijstaat Beieren kenden, op een enkele onderscheidingen van de brandweer na, geen onderscheidingen en orden. De Beierse onderscheidingen mochten nog wel worden gedragen. Ook in het "Derde Rijk"
werden de oude onderscheidingen nog veel gezien. De geallieerden verboden na de bezetting en bevrijding van Duitsland het dragen van de oude Duitse eretekens. In de Bondsrepubliek Duitsland werd dat verbod voor veel orden en eretekens weer opgeheven. Dat gold ook voor de orden van het Koninkrijk Beieren. In de zogenaamde DDR is het verbod altijd van kracht gebleven.
Franz Bonaventura Adalbert Maria Hertog van Beieren, de troonpretendent van Beieren uit het Huis Wittelsbach en achterkleinzoon van de laatste Beierse koning wordt in de Almanach de Gotha van 2000 opgevoerd als Grootmeester van de Orde van Verdienste van de Heilige Michaël.
In 1999 werd een "Hochlöblichen Ordens der freien Herren und Ritter vom Heiligen Michael (kurz: Sankt Michael Ritterorden)“ opgericht. Deze pseudo-orde heeft met de oude orde niets uit te staan.